# Izabela Zwierzyńska
Izabela Zwierzyńska (ur. 20 grudnia 1989 w Warszawie) – polska aktorka.

## Życiorys

### Wykształcenie
Ukończyła psychologię w Szkole Wyższej Psychologii Społecznej w Warszawie. W 2018 ukończyła studia na Akademii Teatralnej im. Aleksandra Zelwerowicza w Warszawie.

### Kariera zawodowa
Telewizyjną rozpoznawalność zyskała dzięki roli Iwony Pyrki w serialu TVP2 Barwy szczęścia, w którym grała w latach 2007–2022. W 2012 wcielała się w rolę Patrycji w serialu TVP2 Ja to mam szczęście!. W 2015 zagrała barmankę w teledysku do piosenki Nocnego Kochanka „Karate”. W 2021 została obsadzona w roli Renaty w serialu telewizji Polsat Przyjaciółki.

### Życie prywatne
W 2013 wyszła za Stanisława Gliniewicza, z którym ma syna Franciszka (ur. 2017). W 2021 poinformowała o rozpadzie małżeństwa.

## Filmografia
- 2007–2022: Barwy szczęścia jako Iwona Pyrka
- 2012: Ja to mam szczęście! jako Patrycja
- 2015: Klan jako Izabela, koleżanka Anny Ramony Szymańskiej
- 2019: Komisarz Alex jako Maria Dąbek, asystentka profesora Borcza
- 2020: O mnie się nie martw jako Monika (odc. 150)
- 2021: Kowalscy kontra Kowalscy jako nauczycielka Natalia Kozłowska (odc. 7)
- od 2021: Przyjaciółki jako Renata